# Este (Padova)
Este je italské město v oblasti Benátsko, v provincii Padova. Nachází se jižně od Euganejských vrchů.

## Geografie
Sousední obce: Baone, Carceri, Lozzo Atestino, Monselice, Ospedaletto Euganeo, Sant'Elena, Vighizzolo d'Este, Villa Estense.

## Historie
Historie města sahá až do doby železné, kdy byla jedním z hlavních sídel starých Venetů. Ve 3. – 2. století př. n. l. se stalo Este římskou kolonií.
V roce 1056 zde postavil Alberto Azzo II d'Este hrad, který zde stojí dodnes. V roce 1239 Estenští město opustili a přesídlili se do Ferrary. V roce 1405 se Este přičlenilo k Benátské republice a díky ní se z něj pak stalo prosperující město.

## Partnerská města
- Rijeka, Chorvatsko
- , Pertuis, Francie
- , Leek, Spojené království
- , Bad Windsheim, Německo
- , Betlém, Palestina

## Vývoj počtu obyvatel
Počet obyvatel